# Arctosa quadripunctata
Arctosa quadripunctata är en spindelart som först beskrevs av Lucas 1846.  Arctosa quadripunctata ingår i släktet Arctosa och familjen vargspindlar. Inga underarter finns listade i Catalogue of Life.